# Уласевич, Семён Афанасьевич
Семён Афанасьевич Уласевич (2 сентября 1895 — 1 июня 1939) — комбриг РККА (26 ноября 1935), начальник и военный комиссар Татаро-Башкирской военной школы в 1931—1934 годах. Репрессирован и расстрелян в 1939 году по ложному обвинению в военном заговоре.

## Биография
Родился 2 сентября 1895 года в деревне Горностайлово (нынешний Копыльский район Минской области). Из белорусской крестьянской семьи. Окончил сельскую начальную школу и учительскую семинарию в 1914 году (экстерном). Призван в мае 1915 года в Русскую императорскую армию, окончил учебную команду. Рядовой запасного пехотного батальона 185-го запасного пехотного полка. С весны 1917 года участник Первой мировой войны в составе 727-го Новоселенгинского пехотного полка. Был ранен, лечился в военном госпитале Петрограда. Старший унтер-офицер РИА, в отпуске по болезни с сентября 1917 года.
Член РКП(б) с 1919 года, с апреля того же года в рядах РККА. Учился на Минских и Смоленских пехотных курсах, окончил КУВНС. Участник Гражданской войны: командир взвода (с ноября 1919), помощник командира роты (с марта 1920) и командир роты 31-х Смоленских командных пехотных курсов (с июля 1920). Адъютант (с сентября 1920), командир роты (с ноября 1920) и командир батальона 46-х командных пехотных курсов (с апреля 1921). В феврале 1922 года назначен помощником начальника учебной части по политчасти на 88-х пехотных командных курсах, занимал также посты командира батальона, начальника курсов и военкома.
В июне 1923 года назначен помощником военкома (позже военком) 23-х командных пехотных курсов. С сентября того же года — помощник начальника 6-х командных пехотных курсов объединенной Белорусской военной школы по политической части. В июле 1926 года был назначен командиром и военным комиссаром 11-го Сычёвского стрелкового полка (4-я Смоленская стрелковая дивизия). Избирался членом ЦКК КП(б)Б в 1930 году и членом ЦИК Татарской АССР в 1932 году. Был начальником и военным комиссаром Татаро-Башкирской военной школы имени ЦИК ТАССР с 1 мая 1931 по 28 февраля 1934 годов. С февраля 1934 года — командир 71-й стрелковой дивизии имени Кузбасского пролетариата Сибирского военного округа, с июля 1937 года — военком этой же дивизии.
5 июля 1938 года был арестован Военной коллегией Верховного суда СССР по обвинению в участии в военном заговоре против Сталина. 10 мая 1939 года признан виновным и приговорён к высшей мере наказания. Приговор приведён в исполнение 1 июня (по другим данным, 2 июня) 1939 года. Реабилитирован 25 февраля 1956 года определением Военной коллегии.

## Награды
- Орден Красного Знамени (22 февраля 1938)[2]
- Орден Красной Звезды (16 августа 1936)[2]
- Медаль «XX лет РККА» (22 февраля 1938)[2]